# Kazaňské letecké výrobní sdružení
Kazaňské letecké výrobní sdružení S. P. Gorbunova (KAPO; rusky Казанское авиационное производственное объединение имени С. П. Горбунова) je letecký výrobce se sídlem v Kazani v Rusku. Za svou historii zde vzniklo než 18 000 letadel 34 typů.
Původ společnosti se dá vystopovat k Russo-Baltskému závodu ve Fili u Moskvy, který byl založen v dubnu 1916 jako automobilka. V listopadu 1922 podepsal Sovětský svaz dohodu o společném podniku s německým výrobcem letadel Junkers a závod ve Fili byl přejmenován na státní letecký závod (GAZ) č. 7. Komplex ve Fili se později stal vesmírným střediskem M. V. Chruničeva.
Vztahy s německou vládou se ale zhoršovaly, tak závod převzali Sověti a v roce 1927 byl přejmenován na Závod č. 22. Později byl pojmenován po S. P. Gorbunovovi. V roce 1941 byla továrna evakuována do Kazaně a v roce 1946 absorbovala zařízení firmy Heinkel.
Na přelomu století se zde vyráběla dopravní letadla Tu-214 a strategické bombardéry Tu-160. Existovaly plány na výrobu regionálních dopravních letadel Tu-334 a nákladních letadel Tu-330, ale projekty byly zrušeny.
KAPO byla svěřena výroba strategického bombardéru nové generace PAK DA, produktu konstrukční kanceláře Tupolev. Roku 2020 byla zahájena výroba prvního zkušebního exempláře letounu. Vzlet se očekává v letech 2025–2026, sériová výroba začne v letech 2028–2029.

## Výroba
Letadla pro vojenské a speciální účely
- DB-A, Pe-2, Pe-3, Pe-8, Tu-4, Tu-16, Tu-22, Tu-22M0, Tu-22M1, Tu-22M2, Tu-22M3, Tu-160, Tu-214R,Tu-214ON

Civilní letadla
- KAI-1, PS-84, PS-124, Tu-104, Tu-110, Il-62, Tu-214

Předprodukční letadla nebo prototypy
- Tu-22M4, Tu-330, Tu-334, Tu-160M, Tu-160M2

Nové projekty a významné modernizace
- PAK DA, Tu-22M3M, Tu-160P